# Qi (standard)

Logo del Wireless Power Consortium

Qi  (pronuncia: ˈt͡ʃiː), dal termine cinese 氣 che significa "energia spirituale o soffio vitale", è una interfaccia hardware sviluppata secondo uno standard aperto del consorzio Wireless Power Consortium (Consorzio energia senza fili) per la trasmissione di energia elettrica attraverso l'induzione elettromagnetica su una distanza di massimo 4 cm.

## Descrizione
Il sistema Qi comprende un trasmettitore di energia e un ricevitore compatibile in un dispositivo portatile.
I produttori che lavorano a questo standard sono: Apple, ASUS, Google, Honor, HTC, Huawei, LG Electronics, Meizu, Motorola Mobility, Nokia, OnePlus, OPPO, Redmi, Samsung, Sony, Vivo e Xiaomi.

### Storia
Il consorzio nacque nel 2008 e tra i membri ci sono aziende europee, asiatiche e americane.

#### Diffusione
I primi smartphone ad adottare lo standard Qi furono alcuni top di gamma rilasciati nel 2012, tra cui il Nokia Lumia 920, il Galaxy S3 e l'LG Nexus 4.
Al 2015 risultò in alcuni sondaggi generali fatti negli Stati Uniti e in Cina che, nonostante il 76% degli intervistati fosse a conoscenza di tale tecnologia, soltanto il 20% la usasse (e il 16% quotidianamente).
Nel 2017 Apple introdusse la ricarica Qi sui propri iPhone, rispettivamente con l'iPhone 8 e l'iPhone X. Gli iPhone 13 sono stati invece i primi compatibili con lo standard 2.0 e la ricarica a 15 W (dopo l'aggiornamento ad iOS 17.2). La serie di iPhone 16 sono i primi a poter caricare tramite Qi2 fino a 25W.

#### Versioni
Dal 2010 sono state rilasciate versioni aggiornate dello standard (è richiesto che il dispositivo sia compatibile nativamente con una certa versione):

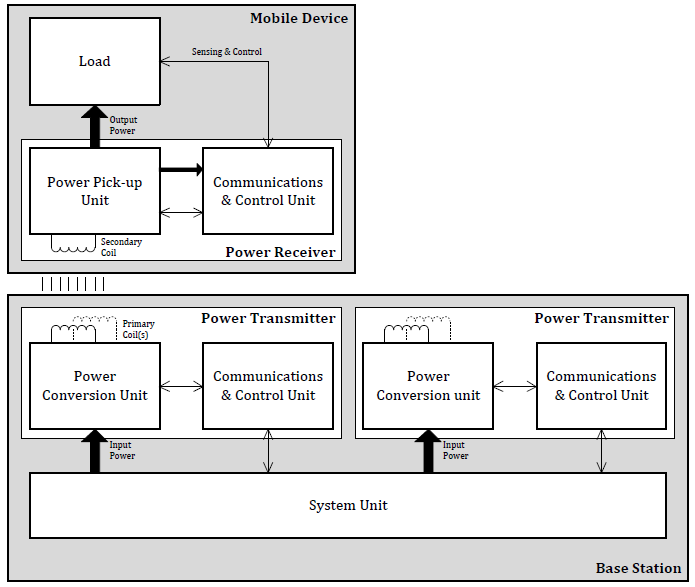
Specifiche del progetto

| Versione | Data | Potenza massima                                                      | Note |
| -------- | ---- | -------------------------------------------------------------------- | --- |
| 1.0      | 2010 | 5 W                                                                  | |
| 1.1      | 2012 | 5 W                                                                  | |
| 1.2      | 2015 | Baseline Power Profile (BPP): 5 W Extended Power Profile (EPP): 15 W | Introdotto per la prima volta con i Samsung Note 5 e Samsung S6 Edge Plus (estate 2015, inizialmente a 10 W massimi). |
| 1.2.3    | 2017 | EPP Power Class 0: 5–30 W                                            | Gli iPhone 8 e iPhone X (del 2017) sono i primi della loro marca ad integrare lo standard Qi. |
| 1.3      | 2021 | -                                                                    | |
| 2.0      | 2023 | 15 W                                                                 | Anche chiamato "Qi2". Incorporazione del protocollo MagSafe usato sugli iPhone di Apple: l'utente non deve più manualmente allineare le due parti da connettere induttivamente. Gli iPhone 13 sono i primi della loro marca a supportare il Qi2. |
| 2.1      | 2024 |                                                                      | |